# Carol Sherriff
Carol Sherriff (z domu Sherriff, po pierwszym mężu Carol Zeeman, a po drugim Carol Campling; ur. 20 października 1946 w Sydney) – australijska tenisistka, półfinalistka French Championships 1965 w grze podwójnej. Pochodzi z tenisowej rodziny, którą zapoczątkował jej ojciec Ross Sherriff (ur. 1919, zm. 11 kwietnia 2007), a kontynuowało starsze rodzeństwo: brat Frederick Sherriff (ur. 1943) i siostra Gail Sherriff Chanfreau (ur. 1945). Cała czwórka wystąpiła podczas singlowych zawodów w wielkoszlemowym Australian Championships 1964.

## Kariera tenisowa
Carol Sherriff zaczęła pojawiać się w seniorskich rozgrywkach już jako nastolatka, na początku lat 60. w Australii. Pierwszy raz w turnieju wielkoszlemowym wystąpiła w Australii w 1962 roku (miała wówczas niewiele ponad 15 lat), gdzie przegrała w pierwszej rundzie. W październiku 1963 roku wystąpiła w grze mieszanej w australijskim Strathfield w parze ze swoim ojcem Rossem Sherriffem. Odpadli w ćwierćfinale. W grze pojedynczej przegrała w drugiej rundzie. W marcu 1964 roku w Tamworth, u boku starszej siostry Gail Sherriff, doszła aż do finału gry podwójnej. W decydującym meczu uległy Robyn Ebbern i Madonnie Schacht 4:6, 2:6.
W styczniu 1965 roku w Hobart uległa w półfinale singla swojej siostrze 3:6, 8:6, 0:1 (krecz). W grze mieszanej w parze z Johnem Newcombe’em przegrali w finale z małżeństwem Rosie Darmon–Pierre Darmon 4:6, 4:6. Pierwszy turniej wygrała trzy miesiące później w Nicei w grze podwójnej. Wspólnie z siostrą pokonały Julie Heldman i Helgę Schultze 6:3, 6:8, 6:4. Podczas wielkoszlemowego French Championships w singlu odpadła w drugiej rundzie. W grze podwójnej w parze z siostrą Gail spisały się znacznie lepiej – w debiucie osiągnęły fazę półfinałową. W ćwierćfinale wyeliminowały ubiegłoroczne finalistki Normę Baylon i Helgę Schultze 6:2, 10:8. W meczu o wejście do finału uległy jednak Françoise Durr i Jeanine Lieffrig 2:6, 3:6. W sierpniu 1965 roku wygrała swój pierwszy turniej w grze pojedynczej. Miało to miejsce w małych zawodach rozgrywanych we francuskim Arcachon.
Rok 1966 rozpoczęła od ćwierćfinałów w grze podwójnej i mieszanej podczas Australian Championships. Wynik ten powtórzyła w deblu na French Championships. W dniu 22 czerwca 1966 roku Carol Sherriff zmierzyła się ze swoją siostrą Gail Sherriff w drugiej rundzie Wimbledonu. Wydarzenie to odbiło się szerokim echem w świecie tenisowym, gdyż był to pierwszy siostrzany pojedynek na kortach Wimbledonu od roku 1884, kiedy Maud Watson pokonała Lillian. Następny taki pojedynek odbył się dopiero w 2000 roku między Venus a Sereną Williams. Pierwszego seta po zaciętym boju zapisała na swoim koncie Carol 10:8, ale ostatecznie mecz wygrała starsza z sióstr Sherriff 8:10, 6:3, 6:3.
W maju 1967 podczas French Championships przegrała indywidualnie w pierwszej rundzie z Evą Lundquist 7:5, 2:6, 3:6. W deblu wystąpiła z nową partnerką – Olgą Morozową, lecz również nie wygrały żadnego meczu. Miesiąc później na Wimbledonie wygrała w pierwszej rundzie z Therese MacKay 6:1, 6:4, ale odpadła w następnej po porażce z Mary-Ann Eisel 3:6, 3:6. W sierpniu 1967 roku awansowała do ćwierćfinału w Kitzbühel, w którym przegrała z Helgą Niessen 1:6, 1:6. Tydzień później zaszła rundę dalej podczas zawodów w Bejrucie – porażka z Vlastą Vopičkovą 3:6, 8:10.
Podczas Australian Championships 1968 przegrała w pierwszej rundzie singla z rozstawioną z numerem drugim Rosie Casals 2:6, 1:6. Amerykanka w trzeciej rundzie wyeliminowała również jej starszą siostrę Gail (1:6, 0:6). Młode Australijki stanęły po przeciwnych stronach siatki w drugiej rundzie turnieju deblowego. Carol w parze z Heather McKechnie, a Gail z Margaret Smith Court. Lepsza okazała się starsza i bardziej doświadczona Gail, wygrywając 6:1, 6:1.
W ostatnim miesiącu przed rozpoczęciem Ery Open tenisa (oficjalnie przyjmuje się 22 kwietnia 1968 roku) wspólnie z siostrą wygrała trzy duże turnieje w grze podwójnej na Riwierze Francuskiej – w Menton, Nicei i Monte Carlo.
W pierwszym wielkoszlemowym turnieju w nowej epoce tenisa, French Open 1968 w singlu odpadła w drugiej rundzie, ale w deblu wraz z siostrą doszły do ćwierćfinału. W meczu o najlepszą czwórkę turnieju przegrały z Françoise Durr i Ann Haydon-Jones 5:7, 4:6. U boku siostry wygrała tego lata jeszcze kolejne dwa tytuły – w Casablance i Knokke-Heist. Szczególnie ten drugi triumf w Belgii był znaczący, gdyż w finale pokonały Helgę Schultze i Judy Tegart 4:6, 6:4, 6:4.
Później osiągnęła jeszcze dwa ćwierćfinały deblowe podczas Wimbledonu w 1969 roku oraz Australian Open w 1971, a następnie zniknęła z rozgrywek wielkoszlemowych. Pojawiała się okazjonalnie w mniejszych turniejach w Australii i RPA aż do roku 1976, kiedy to powróciła do rozgrywek. Podczas Australian Open w grze podwójnej wystąpiła w parze z Margaret Smith Court. Mimo tak znakomitego towarzystwa osiągnęła tylko fazę ćwierćfinałową, w której australijski duet uległ drugiej parze turnieju Lesley Turner Bowrey–Renáta Tomanová 6:3, 1:6, 0:6.
Ostatni raz wystąpiła w styczniu 1977 roku podczas Australian Open, gdzie przeszła trzystopniowe kwalifikacje, odpadając w pierwszej rundzie turnieju głównego. W grze podwójnej odpadła na tym samym etapie.
Po zakończeniu kariery seniorskiej z powodzeniem kontynuuje występy w rozgrywkach seniorek. Sezon 2017 zakończyła na piątym miejscu w kategorii 70+, a najwyżej była sklasyfikowana na drugim miejscu w lipcu 2001 roku w kategorii 55+.

## Życie prywatne
W marcu 1970 roku wyszła za mąż za swojego partnera w grze mieszanej Colina Zeemana. Później po raz drugi wyszła za mąż za Chrisa Camplinga. W ich domu w Denistone w kwietniu 2007 roku odbyły się uroczystości pogrzebowe Rossa Sherriff.

## Historia występów wielkoszlemowych
Legenda
     W, wygrany turniej
     F, przegrana w finale
     SF, przegrana w półfinale
     QF, przegrana w ćwierćfinale
     xR, przegrana w x rundzie
      A, brak startu
     NH, turniej się nie odbył
Turniej Australian Open odbył się dwukrotnie w 1977 roku (styczeń i grudzień), za to nie został rozegrany w 1986.
     Początek Ery Open

### Występy w grze pojedynczej
| Australian Open        | 1R | A | 1R  | A  | 2R | A  | 1R |    | A  | A | 1R | A | A | A | A | 1R | 1R | A | 0 / 7 (0 / 3)  | 1 – 7 (0 – 3)  |  |  |  |  |  |  |  |
| French Open            | A  | A | A   | 2R | 1R | 1R |    | 2R | A  | A | A  | A | A | A | A | A  | A  | A | 0 / 4 (0 / 1)  | 0 – 4 (0 – 1)  |  |  |  |  |  |  |  |
| Wimbledon              | A  | A | A   | 2R | 2R | 2R |    | 2R | 1R | A | A  | A | A | A | A | Q2 | A  | A | 0 / 5 (0 / 2)  | 4 – 5 (1 – 2)  |  |  |  |  |  |  |  |
| US Open                | A  | A | A   | A  | A  | A  |    | A  | A  | A | A  | A | A | A | A | A  | A  | A | 0 / 0 (0 / 0)  | 0 – 0 (0 – 0)  |  |  |  |  |  |  |  |
|                        |    |   |     |    |    |    |    |    |    |   |    |   |   |   |   |    |    |   |                |                |  |  |  |  |  |  |  |
| Ranking na koniec roku | –  | – | 188 | 51 | 66 | 46 | 58 | 58 | 83 | – | –  | – | – | – | – | –  | –  | – | 0 / 16 (0 / 6) | 5 – 16 (1 – 6) |  |  |  |  |  |  |  |

### Występy w grze podwójnej
| Australian Open        | A                           | A                           | A                           | 2R                          | QF                          | A                           | 2R                          |                             | A                           | 2R                          | QF                          | A                           | A                           | A                           | A                           | QF                          | 1R                          | A                           | 0 / 7 (0 / 4)   | 4 – 7 (2 – 4)     |  |  |  |  |  |  |  |  |  |  |  |  |  |  |  |  |  |
| French Open            | A                           | A                           | A                           | SF                          | QF                          | 1R                          |                             | QF                          | 3R                          | A                           | A                           | A                           | A                           | A                           | A                           | 2R                          | A                           | A                           | 0 / 6 (0 / 3)   | 10 – 6 (5 – 3)    |  |  |  |  |  |  |  |  |  |  |  |  |  |  |  |  |  |
| Wimbledon              | A                           | A                           | A                           | 2R                          | A                           | 1R                          |                             | 1R                          | QF                          | A                           | A                           | A                           | A                           | A                           | A                           | 1R                          | A                           | A                           | 0 / 5 (0 / 3)   | 3 – 5 (3 – 3)     |  |  |  |  |  |  |  |  |  |  |  |  |  |  |  |  |  |
| US Open                | A                           | A                           | A                           | A                           | A                           | A                           |                             | A                           | A                           | A                           | A                           | A                           | A                           | A                           | A                           | A                           | A                           | A                           | 0 / 0 (0 / 0)   | 0 – 0 (0 – 0)     |  |  |  |  |  |  |  |  |  |  |  |  |  |  |  |  |  |
|                        |                             |                             |                             |                             |                             |                             |                             |                             |                             |                             |                             |                             |                             |                             |                             |                             |                             |                             |                 |                   |  |  |  |  |  |  |  |  |  |  |  |  |  |  |  |  |  |
| Ranking na koniec roku | Ranking nie był publikowany | Ranking nie był publikowany | Ranking nie był publikowany | Ranking nie był publikowany | Ranking nie był publikowany | Ranking nie był publikowany | Ranking nie był publikowany | Ranking nie był publikowany | Ranking nie był publikowany | Ranking nie był publikowany | Ranking nie był publikowany | Ranking nie był publikowany | Ranking nie był publikowany | Ranking nie był publikowany | Ranking nie był publikowany | Ranking nie był publikowany | Ranking nie był publikowany | Ranking nie był publikowany | 0 / 18 (0 / 10) | 17 – 18 (10 – 10) |  |  |  |  |  |  |  |  |  |  |  |  |  |  |  |  |  |

### Występy w grze mieszanej
| Australian Open | A | A | A | A  | QF | A  | 2R |    | A  | nie był rozgrywany | nie był rozgrywany | nie był rozgrywany | nie był rozgrywany | nie był rozgrywany | nie był rozgrywany | nie był rozgrywany | nie był rozgrywany | 0 / 2 (0 / 2)  | 2 – 2 (0 – 0)  |  |  |  |  |  |  |  |  |  |  |  |  |  |  |  |  |
| French Open     | A | A | A | 1R | 1R | 2R |    | 2R | 1R | A                  | A                  | A                  | A                  | A                  | A                  | 2R                 | A                  | 0 / 6 (0 / 3)  | 2 – 5 (2 – 3)  |  |  |  |  |  |  |  |  |  |  |  |  |  |  |  |  |
| Wimbledon       | A | A | A | 4R | 2R | 1R |    | 3R | 2R | A                  | A                  | A                  | A                  | A                  | A                  | A                  | A                  | 0 / 5 (0 / 2)  | 3 – 4 (1 – 1)  |  |  |  |  |  |  |  |  |  |  |  |  |  |  |  |  |
| US Open         | A | A | A | A  | A  | A  |    | A  | A  | A                  | A                  | A                  | A                  | A                  | A                  | A                  | A                  | 0 / 0 (0 / 0)  | 0 – 0 (0 – 0)  |  |  |  |  |  |  |  |  |  |  |  |  |  |  |  |  |
|                 |   |   |   |    |    |    |    |    |    |                    |                    |                    |                    |                    |                    |                    |                    |                |                |  |  |  |  |  |  |  |  |  |  |  |  |  |  |  |  |
|                 |   |   |   |    |    |    |    |    |    |                    |                    |                    |                    |                    |                    |                    |                    | 0 / 13 (0 / 5) | 7 – 11 (3 – 4) |  |  |  |  |  |  |  |  |  |  |  |  |  |  |  |  |

## Finały turniejów WTA[6]
| Legenda                | Legenda |
| ---------------------- | ------- |
| Wielki Szlem           |         |
| Igrzyska olimpijskie   |         |
| WTA Tour Championships |         |
| 1971 – 1987            |         |
| Virginia Slims Circuit |         |
| Grand Prix Series      |         |
| Colgate Series         |         |

### Gra pojedyncza 7 (4–3)

#### Przed Erą Open 3 (2–1)
| Końcowy wynik | Nr | Data                 | Turniej  | Nawierzchnia | Przeciwniczka      | Wynik finału   |
| ------------- | -- | -------------------- | -------- | ------------ | ------------------ | -------------- |
| Zwyciężczyni  | 1. | 22 sierpnia 1965     | Arcachon | Ceglana      | J. Benoussan       | 9:11, 7:5, 6:4 |
| Zwyciężczyni  | 2. | 3 października 1965  | Pau      | Ceglana      | Irene de Lansalut  | 5:7, 6:3, 6:3  |
| Finalistka    | 1. | 18 października 1965 | Tel Aviv | Ceglana      | Dorothy Head Knode | 6:3, 2:6, 3:6  |

#### W Erze Open 4 (2–2)
| Końcowy wynik | Nr | Data                | Turniej         | Nawierzchnia | Przeciwniczka          | Wynik finału  |
| ------------- | -- | ------------------- | --------------- | ------------ | ---------------------- | ------------- |
| Finalistka    | 1. | 29 lipca 1968       | Évian-les-Bains | Ceglana      | Fay Moore              | 2:6, 7:5, 1:6 |
| Zwyciężczyni  | 1. | 7 września 1968     | Liège           | Ceglana      | Judith Salomé          | 6:2, 6:0      |
| Finalistka    | 2. | 6 października 1969 | Fairfield       | Ceglana      | Jan Lehane O’Neill     | 4:6, 4:6      |
| Zwyciężczyni  | 2. | październik 1970    | Fairfield       | Ceglana      | Jill Blackman Emmerson | 8:6, 6:1      |

### Gra podwójna 15 (7–8)

#### Przed Erą Open 9 (5–4)
| Końcowy wynik | Nr | Data                 | Turniej         | Nawierzchnia | Partnerka        | Przeciwniczki                         | Wynik finału  |
| ------------- | -- | -------------------- | --------------- | ------------ | ---------------- | ------------------------------------- | ------------- |
| Finalistka    | 1. | 2 marca 1964         | Tamworth        | Ceglana      | Gail Sherriff    | Robyn Ebbern Madonna Schacht          | 4:6, 2:6      |
| Finalistka    | 2. | 18 października 1964 | Strathfield     | Trawiasta    | Elizabeth Fenton | Jill Blackman Helen Gourlay           | 0:6, 0:6      |
| Finalistka    | 3. | 2 stycznia 1965      | Adelaide        | Trawiasta    | Gail Sherriff    | Robyn Ebbern Billie Jean Moffitt      | 1:6, 2:6      |
| Zwyciężczyni  | 1. | 11 kwietnia 1965     | Nicea           | Ceglana      | Gail Sherriff    | Julie Heldman Helga Schultze          | 6:3, 6:8, 6:4 |
| Zwyciężczyni  | 2. | 25 kwietnia 1965     | Aix-en-Provence | Ceglana      | Gail Sherriff    | Jill Blackman Christiane Mercelis     | 7:5, 4:6, 6:3 |
| Finalistka    | 4. | 3 maja 1965          | Paryż           | Ceglana      | Gail Sherriff    | Jill Blackman Janine Lieffrig         | 4:6, 3:6      |
| Zwyciężczyni  | 3. | 1 kwietnia 1968      | Menton          | Ceglana      | Gail Sherriff    | Lidy Venneboer Tine Zwaan             | 6:2, 8:6      |
| Zwyciężczyni  | 4. | 7 kwietnia 1968      | Nicea           | Ceglana      | Gail Sherriff    | Roberta Beltrame Helen Gourlay        | 3:6, 7:5, 7:5 |
| Zwyciężczyni  | 5. | 14 kwietnia 1968     | Monte Carlo     | Ceglana      | Gail Sherriff    | Roberta Beltrame Francesca Gordigiani | 8:6, 7:5      |

#### W Erze Open 6 (2–4)
| Końcowy wynik | Nr | Data                | Turniej        | Nawierzchnia | Partnerka          | Przeciwniczki                           | Wynik finału  |
| ------------- | -- | ------------------- | -------------- | ------------ | ------------------ | --------------------------------------- | ------------- |
| Zwyciężczyni  | 1. | 16 czerwca 1968     | Casablanca     | Ceglana      | Gail Sherriff      | Virginia Caceres Helen Gourlay          | 6:2, krecz    |
| Zwyciężczyni  | 2. | 18 sierpnia 1968    | Knokke-Heist   | Ceglana      | Gail Sherriff      | Helga Schultze Judy Tegart              | 4:6, 6:4, 6:4 |
| Finalistka    | 1. | 4 stycznia 1969     | Port Elizabeth | Twarda       | Pat Walkden        | Winnie Shaw Virginia Wade               | 5:7, 4:6      |
| Finalistka    | 2. | 11 stycznia 1969    | Bloemfontein   | Twarda       | Pat Walkden        | Winnie Shaw Virginia Wade               | 2:6, 2:6      |
| Finalistka    | 3. | 6 października 1969 | Fairfield      | Ceglana      | Jan Lehane O’Neill | Karen Krantzcke Margaret Starr          | 3:6, 7:9      |
| Finalistka    | 4. | 4 października 1976 | Sydney         | Trawiasta    | Kaye Hallam        | Jan Lehane O’Neill Lesley Turner Bowrey | 6:4, 2:6, 1:6 |

### Gra mieszana 3 (1–2)

#### Przed Erą Open 2 (1–1)
| Końcowy wynik | Nr | Data                | Turniej | Nawierzchnia | Partner       | Przeciwnicy                | Wynik finału  |
| ------------- | -- | ------------------- | ------- | ------------ | ------------- | -------------------------- | ------------- |
| Finalistka    | 1. | 15 listopada 1964   | Hobart  | Trawiasta    | John Newcombe | Rosie Darmon Pierre Darmon | 4:6, 4:6      |
| Zwyciężczyni  | 1. | 3 października 1965 | Pau     | Ceglana      | Colin Zeeman  | Irene de Lansalut Aguirre  | 5:7, 6:3, 6:3 |

#### W Erze Open 1 (0–1)
| Końcowy wynik | Nr | Data          | Turniej         | Nawierzchnia | Partner    | Przeciwnicy       | Wynik finału |
| ------------- | -- | ------------- | --------------- | ------------ | ---------- | ----------------- | ------------ |
| Finalistka    | 1. | 29 lipca 1968 | Évian-les-Bains | Ceglana      | Rauty Krog | Fay Moore Barclay | 4:6, 2:6     |